# مخيم تل الزعتر

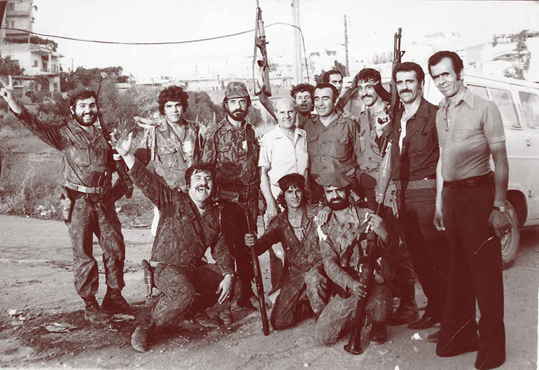
مخيم تل الزعتر

مخيم تل الزعتر هو مخيم لجوء فلسطيني، يقع شرقي بيروت، وأنشئ عام 1949 م، بمساحة 56.65 دونم، وقد أُزيل عن الوجود خلال الحرب الأهلية اللبنانية فيما عرف بمذبحة تل الزعتر. حيث وقعت اشتباكات عنيفة وشرسة بين قوات اليمين اللبناني المسيحي ضد مسلحين الفصائل الفلسطينية المتمركزين في المخيم حيث أحيط المخيم بمسلحي اليمين اللبناني وتعرض المخيم لقصف شديد على يد قوات اليمين اللبناني المسيحي وحصار دام ل 52 يوم واستطاع المسلحين الفلسطينيين الخروج من المخيم عن طريق الغابات، وعندما بدأ الناس يموتون عطشاً، استسلموا ووافقوا على الجلاء، ثم سوت البلدوزرات المخيم بالأرض. يقدر عدد القتلى بحوالي 2000 قتيل من المسلحين الفلسطينيين.

## النشأة والتكوين
أُسس المخيم عام 1949 لاستيعاب اللاجئين الفلسطينيين الذين هجّرتهم النكبة عام 1948. قُدّر عدد سكانه عند التأسيس بـ1,932 لاجئًا، وتطوّر لاحقًا ليضمّ أحياءً سكنية متفرقة، منها: عرب الرمل، الغوارنة، الطوقين، والعراقية. كان المخيم يقع على أرض وقفية مارونية، وتحوّل لاحقًا إلى مركز سياسي وعسكري للفصائل الفلسطينية، خاصة بعد اتفاق القاهرة عام 1969 الذي منح منظمة التحرير الفلسطينية إدارة المخيمات.

## حصار مخيم تل الزعتر
حصار مخيم تل الزعتر عام 1976 والتدخلات السياسية  أدت إلى تصعيد العنف ضد الفلسطينيين في لبنان. واجه المخيم حصارًا شديدًا تلاه هجوم واسع تسبب في خسائر بشرية ومادية كبيرة، حيث تعرض للقصف والتدمير، مما أدى إلى سقوط آلاف الضحايا. رغم الظروف القاسية، أظهر السكان مقاومة كبيرة، حيث تحول المجتمع إلى مجتمع مقاومة يسعى للدفاع عن المخيم. مرّ اقتلاع مخيم تل الزعتر بأربع مراحل: حصار استمر سبعة أشهر تسبب في نقص الموارد الأساسية، ثم هجوم عسكري مكثف استمر 52 يومًا بقيادة ميشال عون، تلاه انسحاب المقاتلين واستسلام السكان، وانتهى بمجزرة بحق المدنيين والفرق الطبية في 12 أغسطس 1976.

### التوثيق والشهادات
وثّق العديد من الباحثين والناجين أحداث المجزرة، منهم الدكتور محمد داود العلي في كتابه "مخيم تل الزعتر: وقائع المجزرة المنسية"، الذي صدر عن المركز العربي للأبحاث ودراسة السياسات عام 2022. يعتمد الكتاب على 52 شهادة حية من فلسطينيين ولبنانيين، ويحلّل السياق السياسي والعسكري للمجزرة.